# 1935 في تونس
فيما يلي قوائم الأحداث التي وقعت خلال عام 1935 في تونس.